# Ressources naturelles de l'Arctique
Les ressources naturelles de l'Arctique sont les ressources naturelles minérales et animales qui fournissent ou ont le potentiel de fournir une utilité ou un avantage économique aux êtres humains. L'Arctique contient des quantités importantes de minéraux, de forêts boréales, de vie marine et d'eau douce.

## Hydrocarbures
L'Institut d'études géologiques des États-Unis estime que 22 % du pétrole et du gaz naturel mondiaux pourraient se trouver sous l'Arctique.
Le pétrole non découvert de la Russie est estimé entre 67 milliards de tonnes d'équivalent pétrole (BTOE) selon l'United States Geological Survey et 142 BTOE selon l'Académie russe des sciences.  

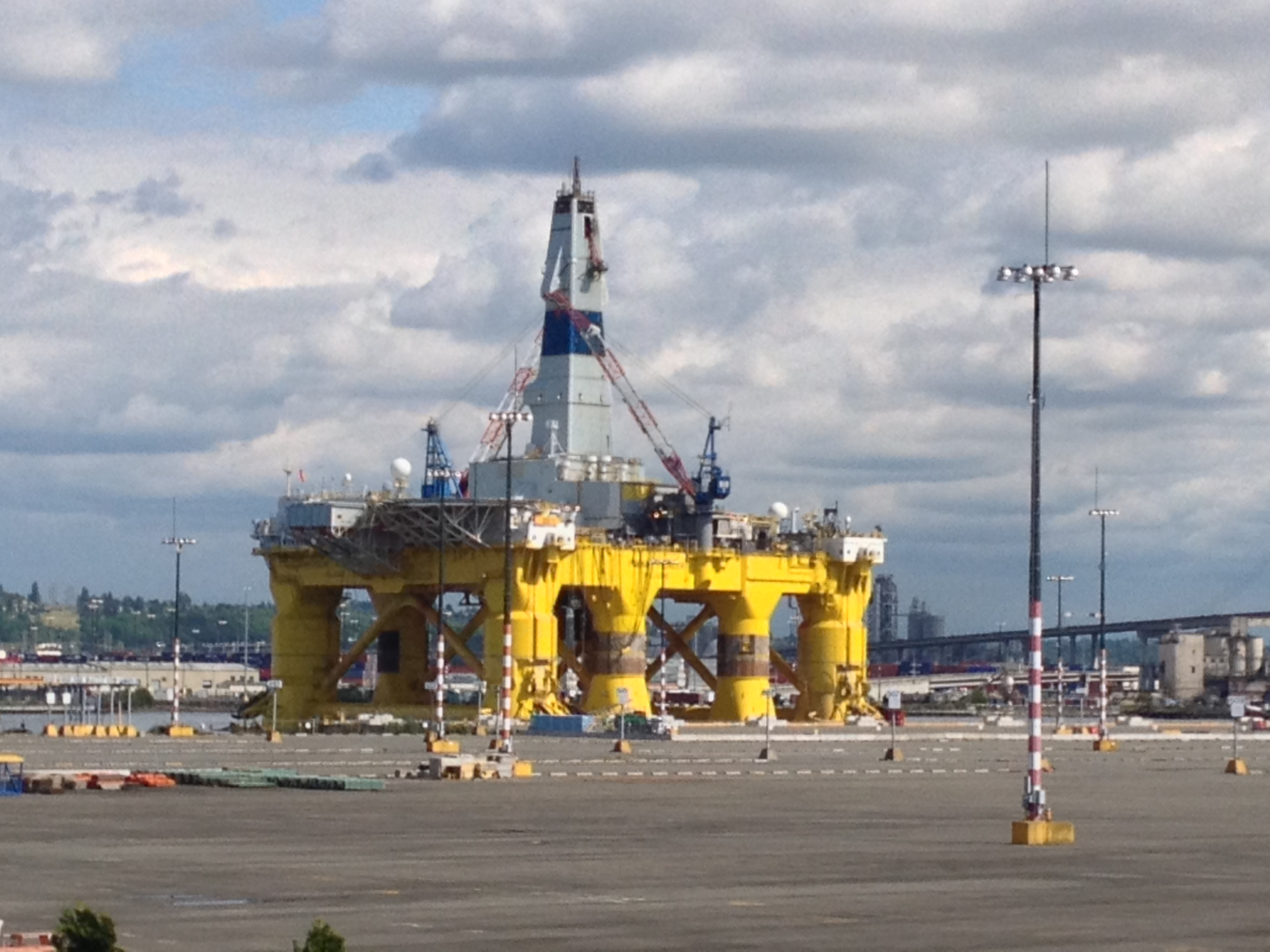
Plate-forme de forage pétrolier Polar Pioneer

L'Arctique contient de grandes quantités de minéraux, notamment du phosphate, de la bauxite, du minerai de fer, du cuivre, du nickel et du diamant. Ceux-ci sont d'une utilisation omniprésente dans les économies industrialisées. 
Les grandes mines arctiques comprennent la mine Red Dog (zinc) en Alaska, la mine de diamants Diavik dans les Territoires du Nord-Ouest, au Canada, Sveagruva à Svalbard, et les mines de Norilsk-Talnah en Russie. Les grandes mines en exploitation sont la mine de fer Baffinland au Nunavut et la mine de fer Isua au Groenland.
L'extraction de l'or en Alaska est très répandue. La mine de Fort Knox est la plus grande productrice d'or de l'histoire de l'Alaska.

## Pêche
Dans la région de l'Arctique au nord de l'Atlantique, il existe déjà de vastes mécanismes de pêche commerciale et de gestion internationale. Au nord du détroit de Béring, il n'y a au début du XXIe siècle aucune pêche commerciale importante et aucun mécanisme de gestion international.

## Eau douce
Le Groenland détient environ 10% des réserves mondiales d'eau douce.